# 东山组
东山组是位于中国黑龙江鹤岗市、鸡西市、双鸭山市一带的上白垩世地层，1924年由谭锡畴命名。该地层以灰绿、灰紫、灰黄色安山质集块岩、火山角砾岩、熔岩为主，间夹凝灰岩、凝灰砂岩、正常沉积岩等。